# Fox Cove-Mortier
Fox Cove-Mortier est une municipalité canadienne située sur la péninsule de Burin sur l'île de Terre-Neuve dans la province de Terre-Neuve-et-Labrador.